# Кампобелло-Айленд
Кампобелло-Айленд (англ. Campobello Island) — сільська община в Канаді, у провінції Нью-Брансвік, у складі графства Шарлотт.

## Населення
За даними перепису 2016 року, сільська община нараховувала 872 особи, показавши скорочення на 5,7%, порівняно з 2011-м роком. Середня густина населення становила 22 осіб/км².
З офіційних мов обидвома одночасно володіли 25 жителів, тільки англійською — 825. Усього 10 осіб вважали рідною мовою не одну з офіційних.
Працездатне населення становило 65,7% усього населення, рівень безробіття — 23,9% (30,4% серед чоловіків та 15,2% серед жінок). 82,6% осіб були найманими працівниками, а 15,2% — самозайнятими.
Середній дохід на особу становив $36 582 (медіана $27 840), при цьому для чоловіків — $41 460, а для жінок $31 050 (медіани — $35 008 та $24 789 відповідно).
39,3% мешканців мали закінчену шкільну освіту, не мали закінченої шкільної освіти — 19,3%, 41,4% мали післяшкільну освіту, з яких 19% мали диплом бакалавра, або вищий.
| Статево-вікова структура населення | Статево-вікова структура населення | Статево-вікова структура населення | Статево-вікова структура населення | Статево-вікова структура населення |
| ---------------------------------- | ---------------------------------- | ---------------------------------- | ---------------------------------- | ---------------------------------- |
|                                    |                                    |                                    |                                    |                                    |
| Всього                             | Всього                             | 48,3%51,7%                         |                                    |                                    |
| 0 — 14 років                       | 0 — 14 років                       |                                    | 16,5%                              | 16,5%                              |
| 15 — 64 років                      | 15 — 64 років                      |                                    | 60,2%                              | 60,2%                              |
| 65 і більше                        | 65 і більше                        |                                    | 23,3%                              | 23,3%                              |
| 85 і більше                        | 85 і більше                        |                                    | 3,4%                               | 3,4%                               |
| Середній вік (років)               | Середній вік (років)               | 44,345,7                           | 45,1                               | 45,1                               |
| Медіана (років)                    | Медіана (років)                    | 48,248,4                           | 48,4                               | 48,4                               |
| — чоловіки — жінки                 |                                    |                                    |                                    |                                    |

| Походження мешканців:     | Походження мешканців:     | Походження мешканців: | Походження мешканців: | Походження мешканців: |
| ------------------------- | ------------------------- | --------------------- | --------------------- | --------------------- |
| Походження                |                           |                       | осіб                  | %                     |
| Корінні американці        | Корінні американці        |                       | 20                    | 2.35%                 |
| Інше північноамериканське | Інше північноамериканське |                       | 610                   | 71.76%                |
| Європейське               | Європейське               |                       | 435                   | 51.18%                |
| британське                | британське                |                       | 380                   | 44.71%                |
| французьке                | французьке                |                       | 50                    | 5.88%                 |
| Латинськоамериканське     | Латинськоамериканське     |                       | 25                    | 2.94%                 |

| Зайнятість населення за галузями (за класифікацією NOC): | Зайнятість населення за галузями (за класифікацією NOC): | Зайнятість населення за галузями (за класифікацією NOC): | Зайнятість населення за галузями (за класифікацією NOC): | Зайнятість населення за галузями (за класифікацією NOC): |
| -------------------------------------------------------- | -------------------------------------------------------- | -------------------------------------------------------- | -------------------------------------------------------- | -------------------------------------------------------- |
|                                                          |                                                          |                                                          |                                                          |                                                          |
| Управління                                               | Управління                                               |                                                          | 12,2%                                                    | 12,2%                                                    |
| Бізнес, фінанси та адміністрування                       | Бізнес, фінанси та адміністрування                       |                                                          | 15,6%                                                    | 15,6%                                                    |
| Природничі та прикладні науки                            | Природничі та прикладні науки                            |                                                          | 2,2%                                                     | 2,2%                                                     |
| Охорона здоров'я                                         | Охорона здоров'я                                         |                                                          | 5,6%                                                     | 5,6%                                                     |
| Освіта, правозахист, муніципальні та урядові служби      | Освіта, правозахист, муніципальні та урядові служби      |                                                          | 5,6%                                                     | 5,6%                                                     |
| Роздрібна торгівля та послуги                            | Роздрібна торгівля та послуги                            |                                                          | 21,1%                                                    | 21,1%                                                    |
| Гуртова торгівля, транспорт та обладнання                | Гуртова торгівля, транспорт та обладнання                |                                                          | 7,8%                                                     | 7,8%                                                     |
| Природні ресурси, сільське господарство                  | Природні ресурси, сільське господарство                  |                                                          | 27,8%                                                    | 27,8%                                                    |
| Виробництво                                              | Виробництво                                              |                                                          | 2,2%                                                     | 2,2%                                                     |

## Клімат
Середня річна температура становить 6,3°C, середня максимальна – 20,4°C, а середня мінімальна – -10,8°C. Середня річна кількість опадів – 1 188 мм.
| Клімат поселення                              | Клімат поселення | Клімат поселення | Клімат поселення | Клімат поселення | Клімат поселення | Клімат поселення | Клімат поселення | Клімат поселення | Клімат поселення | Клімат поселення | Клімат поселення | Клімат поселення | Клімат поселення |
| Показник                                      | Січ.             | Лют.             | Бер.             | Квіт.            | Трав.            | Черв.            | Лип.             | Серп.            | Вер.             | Жовт.            | Лист.            | Груд.            |                  |
| Середній максимум, °C                         | 0,57             | 1,33             | 4,87             | 10,33            | 15,15            | 19,54            | 20,35            | 20,38            | 17,28            | 12,45            | 7,67             | 1,66             |                  |
| Середня температура, °C                       | −5,1             | −4,34            | −0,79            | 4,66             | 9,49             | 13,88            | 16,74            | 16,78            | 13,66            | 8,84             | 4,08             | −1,94            |                  |
| Середній мінімум, °C                          | −10,75           | −9,98            | −6,46            | −1,01            | 3,84             | 8,20             | 13,13            | 13,18            | 10,05            | 5,22             | 0,47             | −5,55            |                  |
| Норма опадів, мм                              | 112              | 84               | 107              | 96               | 101              | 87               | 80               | 80               | 103              | 107              | 115              | 116              |                  |
| Середньомісячна швидкість вітру, м/с          | 5.11             | 5.18             | 5.10             | 4.80             | 4.40             | 4.09             | 3.60             | 3.50             | 4.00             | 4.60             | 5.07             | 5.28             |                  |
| Середньомісячна сонячна радіація, кДж/м²·день | 5476             | 8755             | 12443            | 15568            | 18413            | 20452            | 20076            | 17987            | 13567            | 8855             | 5363             | 4334             |                  |
| --------------------------------------------- | ---------------- | ---------------- | ---------------- | ---------------- | ---------------- | ---------------- | ---------------- | ---------------- | ---------------- | ---------------- | ---------------- | ---------------- | ---------------- |
| Джерело:                                      |                  |                  |                  |                  |                  |                  |                  |                  |                  |                  |                  |                  |                  |